# 愛宕山古墳 (三木市)
愛宕山古墳（あたごやまこふん）は、兵庫県三木市別所町下石野にある前方後円墳。三木市指定文化財（史跡）（2004年（平成16年）4月19日指定）。

## 概要
- 墳丘長91メートル
- 後円部径50メートル・高さ9メートル
- 前方部幅40メートル・高さ3.7メートル。

兵庫県内の前方後円墳では十番目の大きさを誇る。4世紀末から5世紀初めごろに造られたと推測されている。
三木市には別に別所町正法寺所在の正法寺古墳群があり正法寺古墳公園となっている。